# Lucile Randon
Lucile Randon (11 tháng 2 năm 1904 – 17 tháng 1 năm 2023) còn được gọi là Sơ André, là một nữ tu sĩ Công giáo La mã người Pháp. Bà là người châu Âu lớn tuổi thứ hai được xác minh từ trước đến nay (sau Jeanne Calment) cũng như là người lớn tuổi thứ tư được xác nhận trong lịch sử ghi nhận, sau Jeanne Calment, Tanaka Kane và Sarah Knauss. Kể từ khi Tanaka Kane qua đời vào ngày 19 tháng 4 năm 2022, bà là người sống lâu đời nhất trên thế giới cho tới khi bản thân qua đời vào tháng 1 năm 2023.

## Tiểu sử
Randon có ba anh trai và một chị gái song sinh qua đời từ khi còn nhỏ. Randon sinh ra ở Alès vào ngày 11 tháng 2 năm 1904. Randon làm gia sư tại Versailles cho đến hết năm 1936. Bà trở thành nữ tu năm 41 tuổi. Bà làm việc trong một bệnh viện ở Vichy trong 31 năm, sau đó chuyển đến viện dưỡng lão ở Haute-Savoie trong 30 năm, và cuối cùng đến Toulon vào năm 2009. Randon được biết đến nhiều với tên tôn giáo là Sœur Andrée. Randon bị suy giảm thị lực và phải ngồi xe lăn từ đầu những năm 2010.
Vào ngày sinh nhật của mình năm 115 tuổi, bà nói rằng "115 năm là đủ, tôi hy vọng Chúa sẽ đón nhận tôi trong năm nay". Ở tuổi 116, Randon bị mắc COVID-19 nhưng đã khỏi bệnh. Qua đó, bà trở thành người cao tuổi nhất thế giới sống khỏi bệnh dịch. Ngày 19 tháng 4 năm 2022, Randon trở thành người sống thọ nhất thế giới sau khi Tanaka Kane qua đời. Randon cho biết bà cảm thấy đây là một "vinh dự đáng buồn" vì bà cho rằng sẽ "tốt hơn nếu ở trên thiên đàng"; tuy vậy Randon cũng không quên bày tỏ niềm vui vì được những người trong gia đình chăm sóc chu đáo. Bà có chế độ ăn sô cô la và uống một ly rượu vang mỗi ngày.
Ngày 17 tháng 1 năm 2023, Randon đã qua đời khi đang ngủ tại viện dưỡng lão Sainte-Catherine-Laboure ở Pháp.